# Halictus pseudotetrazonius
Halictus pseudotetrazonius is een vliesvleugelig insect uit de familie Halictidae. De wetenschappelijke naam van de soort is voor het eerst geldig gepubliceerd in 1921 door Strand.